# Ходжа
Ходжа (араб. الخواجة , перс. хадже – пан, хазяїн) — загальне найменування посадових осіб (антрополексема); почесний титул у мусульман країн Близького і Середнього Сходу, що надавався придворним сановникам, представникам вищого духівництва, [титулованим] купцям. Виник в середні віки.
В деяких випадках слово "ходжа" може набувати значень «мандрівник», «вчитель», «пан»/«хазяїн»/«господар», «чиновник» і т.інш.